# Xerxès Ier
 (novembre 2023).
Si vous disposez d'ouvrages ou d'articles de référence ou si vous connaissez des sites web de qualité traitant du thème abordé ici, merci de compléter l'article en donnant les références utiles à sa vérifiabilité et en les liant à la section « Notes et références ».
Pour les articles homonymes, voir Xerxès.
Ne doit pas être confondu avec les xérès, des vins blancs du sud de l'Andalousie, en Espagne.
Xerxès Ier (en vieux perse : 𐎧𐏁𐎹𐎠𐎼𐏁𐎠 / Xšayāršā ; en persan : خشایارشا / Xašâyâršâ), né vers 519 et mort en 465 av. J.-C., est un grand roi perse, membre de la dynastie des Achéménides et fils de Darius Ier, qui a régné de 486 à 465 av. J.-C. Manéthon l’appelle Xerxès le Grand. Il est vaincu par les Grecs à l'issue de la Seconde Guerre médique.
Il est assimilé à Assuérus, le roi perse cité dans la Bible, en particulier dans le Livre d'Esther, par certains historiens modernes.

## Règne

### Débuts du règne
Darius avait préparé sa succession, choisissant l'aîné des fils d'Atossa plutôt qu'Artobarzanès, l'aîné de sa première femme (Hérodote VII, 2). Selon des auteurs tardifs (Justin et Plutarque), à la mort de Darius Ier, ses fils Xerxès et Artobarzanès se disputent la succession à la tête de l'Empire achéménide ; c'est leur oncle Artaban qui les départage en faveur de Xerxès. Par sa mère, Atossa, fille de Cyrus le Grand, il est le descendant direct du fondateur de l'Empire achéménide. Une fois désigné roi en 485 av. J.-C., il mène des campagnes en Égypte, qui s'est révoltée (484), et à Babylone (482).

### Campagne de Grèce
Xerxès reprend à son compte les desseins de son père contre la Grèce et déclenche la deuxième guerre médique (480 av. J.-C.). Il réalise des levées en masse, parvenant à rassembler une immense armée pour l'époque. Selon Hérodote, elle compte 1 700 000 hommes ; selon les historiens modernes, elle compte 40 000  à   200 000 hommes. Il équipe en même temps une flotte de plus de 1 200 navires, destinée à longer le littoral de la mer Égée. Il jette un pont de bateaux pour franchir le détroit de l'Hellespont et fait fouetter la mer pour la punir d'avoir rompu ce pont. Il fait ensuite creuser le canal de Xerxès, dans la région d'Ouranoúpoli, en perçant l'isthme qui unit alors le mont Athos au continent pour donner passage à sa flotte. 
Il reçoit d'abord la soumission de la Macédoine et de la Thessalie. Il est arrêté durant sept jours devant les Thermopyles que défendent les Spartiates commandés par Léonidas. Il ne parvient à les franchir qu'après avoir perdu 20 000 hommes. Il prend Thèbes, Platées, Thespies, entre sans résistance dans Athènes, qu'il livre aux flammes. Mais la flotte perse est ensuite anéantie par la flotte athénienne commandée par Thémistocle à la bataille de Salamine (480) : face à l'imposante flotte perse, les navires grecs simulent une retraite, confortée par une ruse menée à bien par Sicinnos à l'instigation de Thémistocle. Ils amènent ainsi les navires perses dans le détroit de Salamine où ils sont détruits par les navires grecs, plus maniables. Xerxès assiste à la défaite du haut d'une colline de l'Attique.

### Dernières années du règne

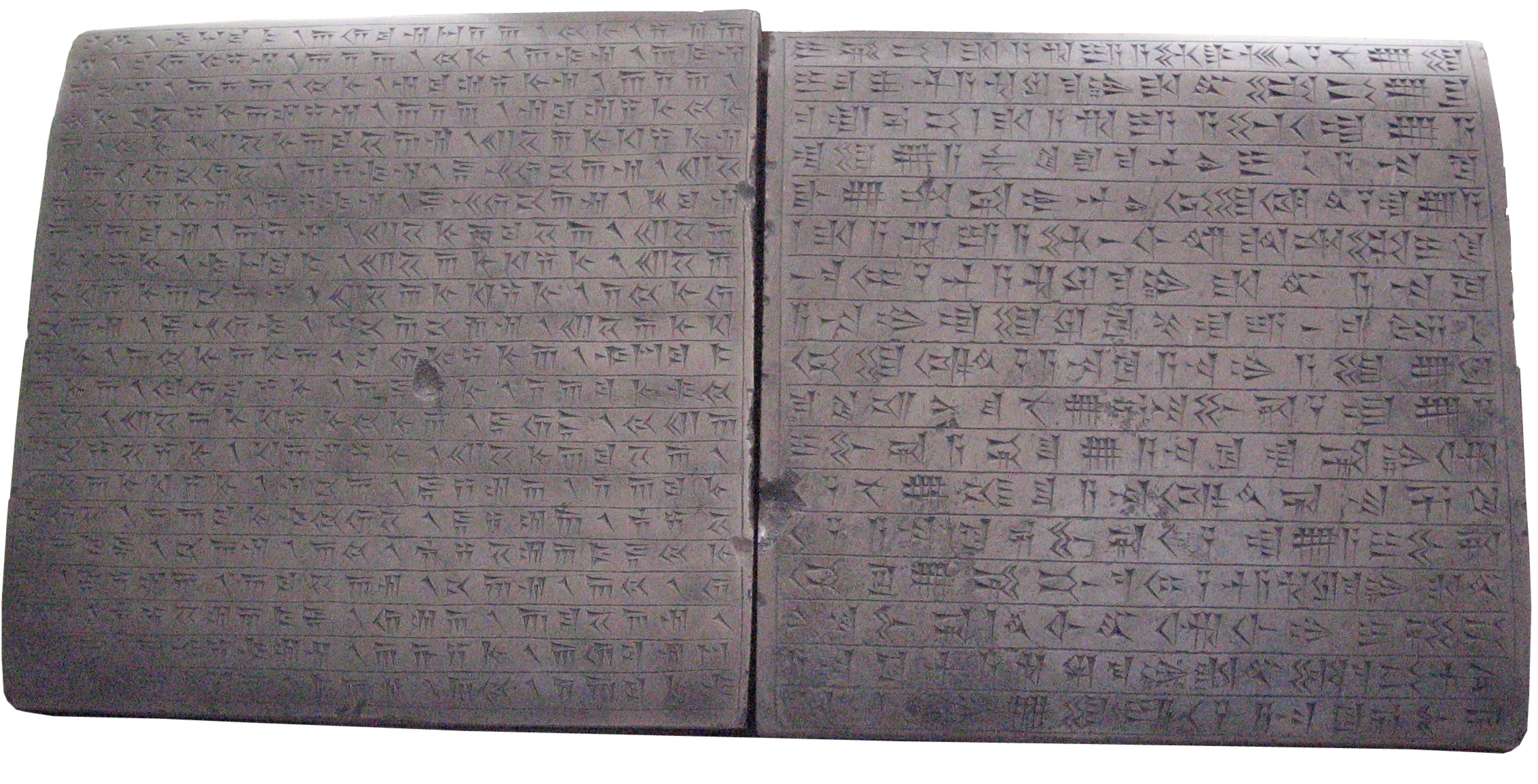
Tablette bilingue trouvée à Persépolis (gauche : vieux perse ; droite : akkadien) mentionnant Xerxès.

Xerxès regagne l'Asie après sa défaite à Salamine et laisse le commandement de ses troupes à Mardonios. L'année suivante, ses troupes sont encore battues par les Grecs coalisés à Platées et à Mycale. Il se retire à Suse et ne participe plus aux combats ultérieurs. Il entame une politique de grands travaux. Les dernières années de son règne sont peu connues. Il est assassiné en 465 av. J.-C. dans un complot dirigé par Artaban l’Hyrcanien. Son fils Artaxerxès, alors âgé de seize ans, lui succède.
Sa sépulture est probablement située dans la falaise à Naqsh-e Rostam, à proximité du palais de Persépolis et du tombeau de Cyrus le Grand à Pasargades. 
Il est assimilé par les historiens modernes à l'Assuérus de la Bible, où il apparaît dans les livres d'Esther et d'Esdras.

## Dans la culture

### Littérature
- Les Perses est une tragédie d'Eschyle représentée pour la première fois aux Grandes Dionysies en -472 et qui met en scène un chœur de vieux perses de la capitale impériale Suse apprenant la défaite de Xerxès à Salamine. Ce dernier les rejoint à la fin de la pièce pour se lamenter avec eux sur l'immense défaite que leur peuple vient de connaître.
- Dans le manga Full Metal Alchemist et l'anime Fullmetal Alchemist: Brotherhood, Xerxès est le nom d'une cité antique, située au centre du désert séparant les pays d'Amestris et de Xing. La légende raconte qu'elle fut vidée de ses habitants en une nuit. Le roi de Xerxès recherchait en effet l'immortalité et demanda ses services à Hohenheim (aidé par « le petit être dans la fiole » / Homonculus), ce qui causa la perte de la cité.
- Dans le manga Pandora Hearts, Xerxès est un personnage ayant un rôle important. Il obtient généralement ce qu'il veut, peu importe par quel moyen.

### Musique
- Serse (Xerxès, HWV40) est un opéra de Georg Friedrich Haendel, créé à Londres le 15 avril 1738.

### Cinéma
- Dans le film 300 de Zack Snyder réalisé en 2006 et sa suite, 300 : La Naissance d'un empire de Noam Murro, sorti en 2014, Xerxès est joué par Rodrigo Santoro (VF : Bernard Gabay et VQ : Daniel Picard).
- La Bataille des Thermopyles de Rudolph Maté sorti en 1962 aux États-Unis. Xerxès est joué par David Farrar.
- Les Perses, téléfilm français de Jean Prat, réalisé en 1961, d'après la tragédie d'Eschyle. Xerxès est joué par Claude Martin.
- Dans le docu-fiction Au nom d'Athènes, de Fabrice Hourlier, réalisé en 2012, le rôle de Xerxès est joué par David Atrakchi.

### Jeux vidéo
- Dans les jeux vidéo Assassin's Creed II et Assassin's Creed Origins, Xerxès est brièvement mentionné comme le premier tyran à avoir été assassiné avec une lame secrète, l'arme typique des Assassins.
- Il apparaît dans le jeu vidéo Assassin's Creed Odyssey.
- Xerxès est un leader des Perses dans plusieurs jeux Civilization, notamment le second et le septième.